# انصباب نظير ذات الرئة

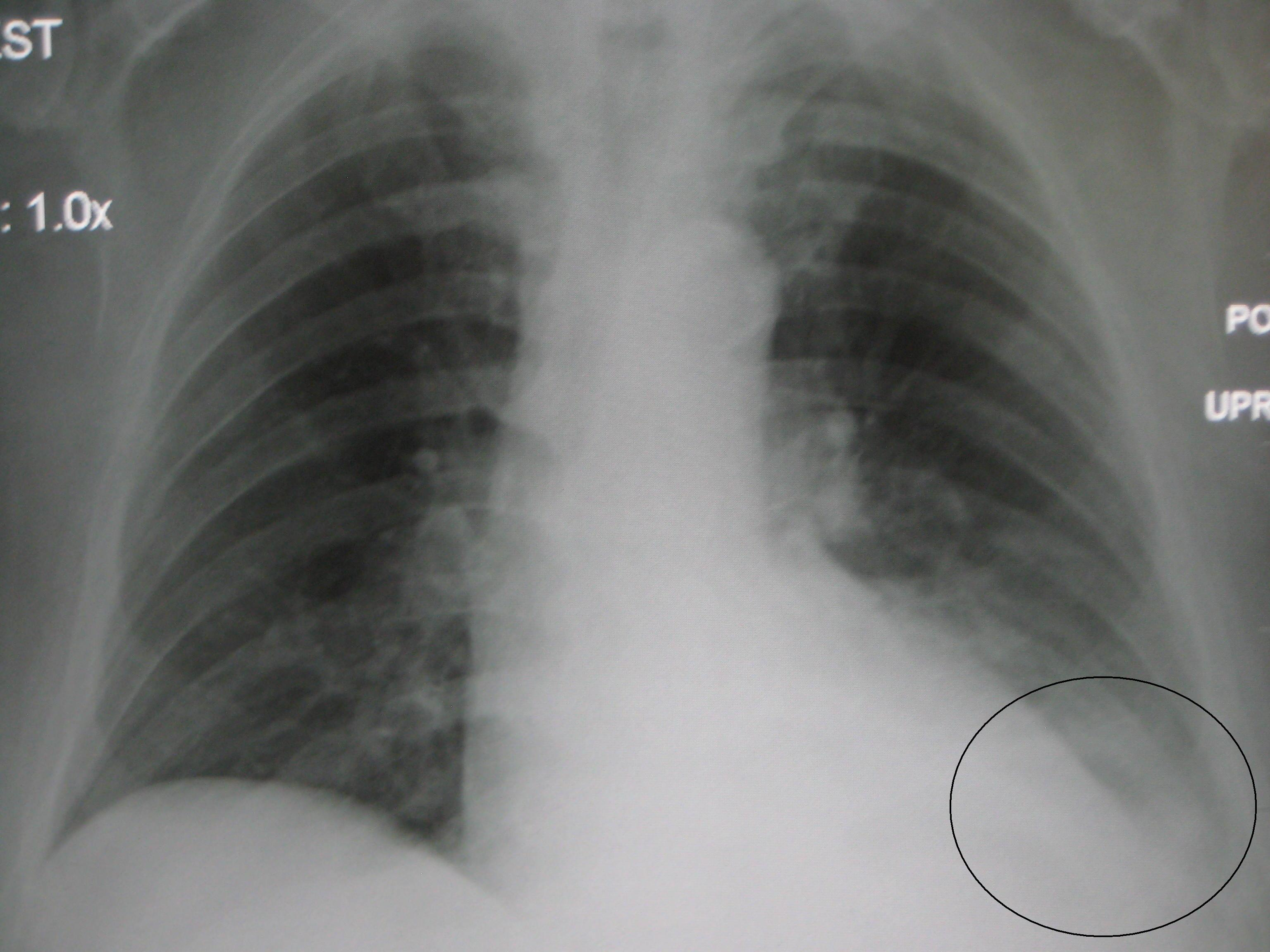
إصابة بانصباب نظير ذات الرئة بسبب إصابة بذات الرئة في الفص الأيسر السفلي.

انصباب نظير ذات الرئة (بالإنجليزية: Parapneumonic effusion) هو أحد أنواع الانصباب الجنبي والذي ينتج بسبب الإصابة بذات الرئة أو خراج الرئة أو توسع القصبات.

## أنواعه وعلاجه
هنالك ثلاثة أنواع من انصباب نظير ذات الرئة:
- انصباب غير معقد، وهذا النوع عادة ما يستجب للعلاج بالمضادات الحيوية المناسبة
- انصباب معقد، يتميز بوجود سائل جنبي يحتوي على قيح أو بكتيريا إيجابية الغرام أو أس هيدروجيني يقل عن 7. العلاج المناسب يتضمن نزح بواسطة أنبوب صدري (فغر الصدر)
- الدبيلة، علاج الدبيلة يتضمن المضادات الحيوية وبزل الصدر وإعادة توسيع الرئة.

من العلاجات الأخرى تقشير الرئة.

## التشخيص
من الوسائل المستخدمة لتشخيص الإصابة بانصباب نظير ذات الرئة:
- تصوير الصدر بالأشعة السينية
- الأشعة المقطعية
- الموجات فوق الصوتية

التصوير بالموجات فوق الصوتية مفيد للتفريق بين الدبيلة وأنواع الانصباب الأخرى القيحية وغيرها بسبب الاختلاف في تولد الصدى بين الأجزاء (مثلا الكبد مماثل للدبيلة بالتأثر بالصدى).